# Homer
Homer (gr. Ὅμηρος Hómēros) a fost un poet și rapsod grec legendar, căruia i se atribuie scrierea Iliadei (Ἰλιάς) și Odiseei (Ὀδύσσεια). În antichitate, i-a fost atribuit uneori întregul Ciclu Epic, care includea și alte poeme despre Războiul troian, precum și poeme tebane despre Oedipus și fiii săi. Alte opere, precum corpul Cântecelor religioase homerice, mini-epopeea comică Batrachomyomachia (Βατραχομυομαχία, „Războiul dintre broaște și șoareci”) și epopeea Margites i-au fost atribuite, însă în prezent aceste fapte sunt privite cu incertitudine.
Tradiția spune că Homer ar fi fost orb, iar diferite orașe ioniene își revendicau locul de naștere al poetului, însă mai departe biografia sa este aproape necunoscută. Există o dezbatere intelectuală considerabilă în privința existenței lui Homer ca persoană reală, unii considerând că acesta ar fi fost un nume dat unuia sau mai multor poeți orali ce cântau materiale de epopee tradiționale. În mod repetat s-a dezbătut dacă același poet era autorul atât al Iliadei, cât și al Odiseei; cam toți istoricii au căzut de acord, însă, în privința datării operei Batrachomyomachia, a Cântecelor religioase homerice și a epopeilor ciclice, acestea fiind scrise ulterior capodoperelor Iliada și Odiseea.

## Problema epopeilor homerice

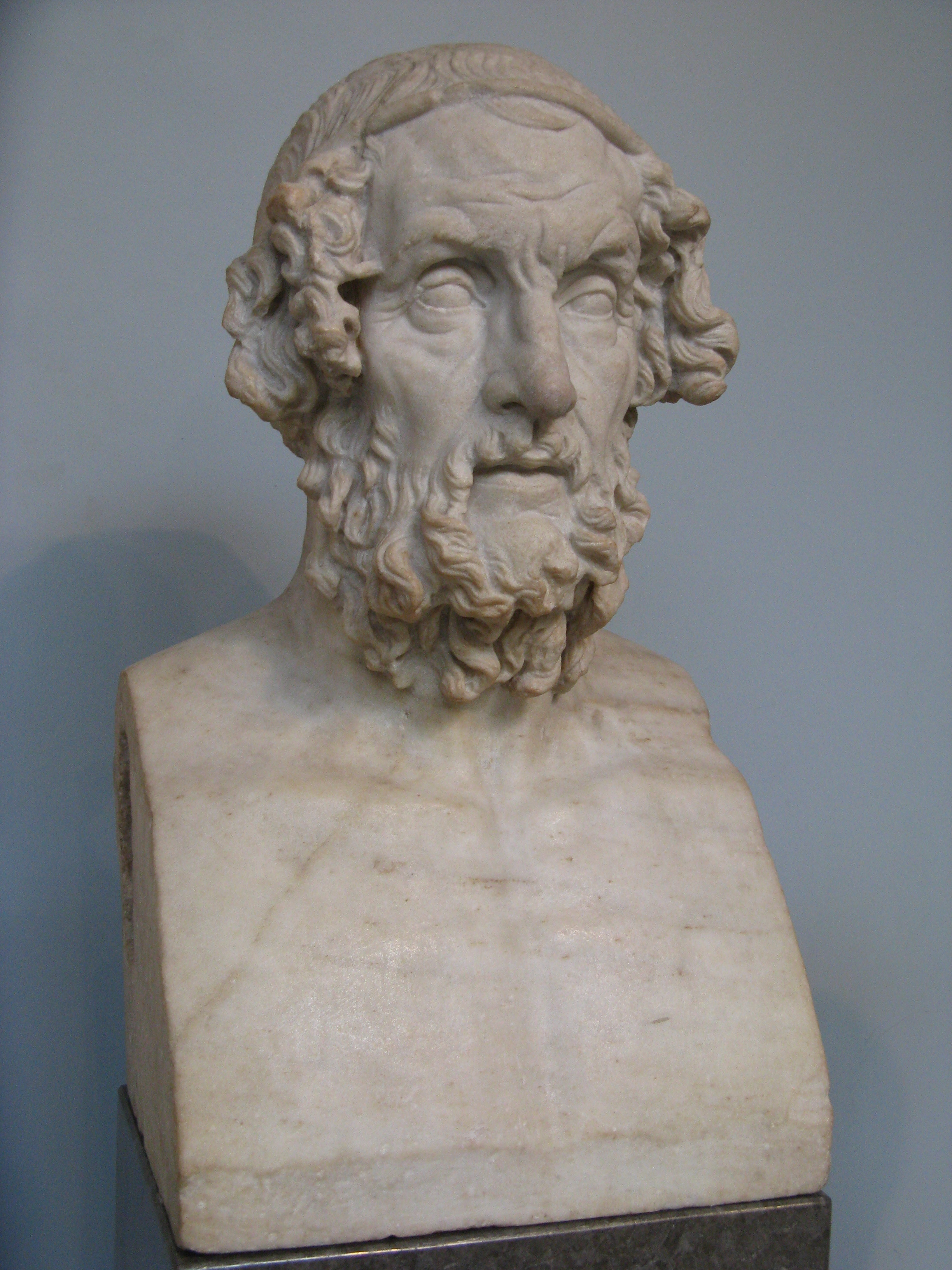
Bustul lui Homer la Muzeul Britanic

Majoritatea savanților sunt de acord că Iliada și Odiseea au suportat un proces de standardizare și rafinare începând cu secolul VIII î.Hr.. Un rol important în această standardizare pare-se a fost jucat de către tiranul atenian Hipparchus, care a reformat recitarea poeziei homerice la festivalul panathenaic. Mulți clasiciști consideră că această reformă trebuie să fi implicat producerea unui text scris canonic.
Primul filolog care a examinat critic epopeile lui Homer, punând în discuție unicitatea autorului epopeilor antice Iliada și Odiseea a fost Friedrich August Wolf. Alți învățați, însă, își mențin convingerea în veridicitatea existenței lui Homer. Atât de puține lucruri se cunosc sau au fost bănuite despre viața sa, încât o glumă populară spune că poemele "nu au fost scrise de Homer, ci de o altă persoană cu același nume" și savantul clasic Richmond Lattimore, autor al unor traduceri poetice în engleză bine primite ale ambelor epopei, a scris o lucrare cu titlul: "Homer: Cine era Ea?". Samuel Butler a fost ceva mai direct, imaginând o tânără siciliană drept autoarea Odiseei (dar nu și a Iliadei), o idee speculată mai departe de către Robert Graves în romanul său Fiicele lui Homer.
În limba greacă numele său este Homēros, care se traduce "ostatec". Există o teorie cum că numele său ar fi provenit dintr-o societate poetică numită Homeridae, care tradus literal înseamnă "fiii ostaticilor", respectiv descendenții prizonierilor de război. Cum acești oameni nu erau trimiși la război din pricina incertitudinii în privința loialității lor pe câmpul de luptă, ei nu puteau fi uciși în bătălie. Astfel, erau însărcinați să memoreze stocul de poezie epică a regiunii și evenimentele trecute, până la timpul sosirii unui învățat ce le putea scrie.
Majoritatea clasiciștilor sunt de acord că, indiferent dacă a existat sau nu un astfel de rapsod pe nume "Homer", poemele homerice sunt un produs de tradiție orală, o tehnică veche de generații ce a fost moștenirea colectivă a multor poeți-cântăreți (aoidoi). O analiză a structurii și vocabularului Iliadei și Odiseei arată că poemele conțin fraze bine conturate ce se repetă; chiar și versuri întregi sunt repetate. Se poate ca Iliada și Odiseea să fi fost poeme oral formulate, compuse pe loc de către poet folosind o colecție de versuri și fraze tradiționale pe care le memorase? Milman Parry și Albert Lord au relevat faptul că o tradiție orală atât de elaborată, străină culturilor literare de astăzi, este tipică epopeelor într-o cultură exclusiv orală. Cuvintele cruciale sunt "oral" și "tradițional." Parry a început cu "tradițional". Părțile mari de text care se repetă, spunea el, au fost moștenite de către poetul-cântăreț de la predecesorii săi și au fost folositoare poetului în compunere. El a numit aceste bucăți de limbaj repetat "formule".
Există loc de dezbatere pentru perioada exactă când poemele au înfiripat forma lor fixă. Soluția tradițională este "ipoteza transcrierii", în care un "Homer" non-literat dictează poemul său unui scrib în secolul VI î.Hr. sau mai devreme. Homeriștii mai radicali, precum Gregory Nagy, susțin cu tărie că un text canonic a poemelor homerice ca "scriptură" nu a existat până în perioada elenistică. (secolele III - I î.Hr.).

## Atestări antice ale lui Homer

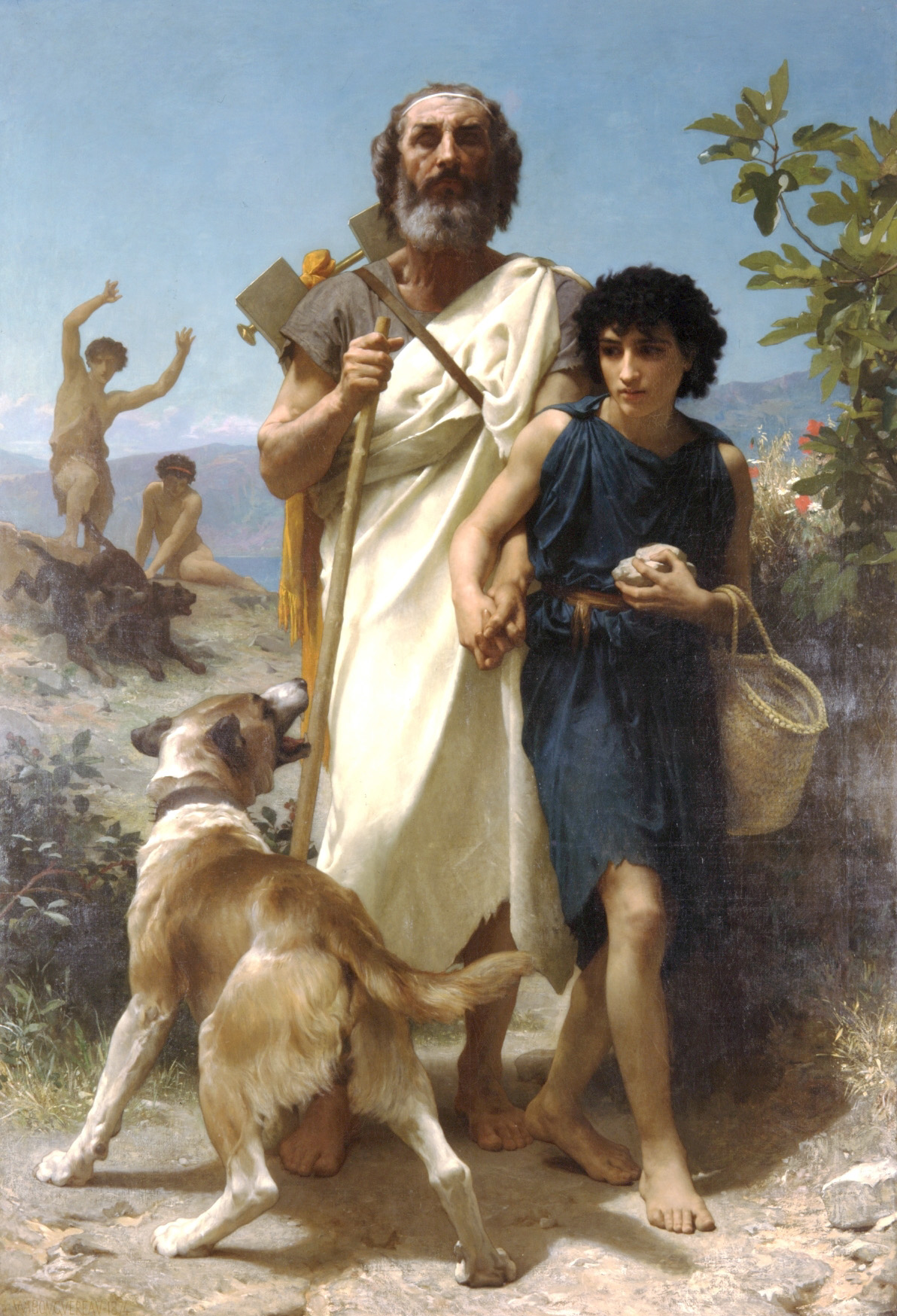
Homer și ghidul său, de William-Adolphe Bouguereau

Nu există nici o înregistrare despre existența sa în timpul vieții lui Homer. Herodot (2.53) consideră că Hesiod și Homer au trăit nu cu mai mult de 400 de ani înaintea vremii sale, consecvent nu cu mult înainte de anul 850 î.Hr.. Din tonul controversat în care se exprimă, este evident că alții îl făcuseră pe Homer ceva mai bătrân; și ca atare datele oferite de autoritățile de mai târziu, deși foarte variate, se încadrează în general între limitele secolului X și XI î.Hr., însă nici una dintre acestea nu oferă un factor extern de dovadă în a demonstra cele afirmate.
Cele opt vieți ale lui Homer (editate în lucrarea lui Westermann Vitarum Scriptores Graeci minores) cuprind și o piesă numită Competiția dintre Hesiod și Homer. Cea mai lungă dintre acestea este scrisă în dialectul ionic și poartă semnătura lui Herodotus, însă este cu siguranță un fals. Probabilitatea este că ea aparține celei mai fructuoase perioade pentru furturile literare, respectiv secolului II al erei noastre. Celelalte vieți nu sunt cu siguranță mai antice. Principala calitate a acestora constă în poemele sau fragmentele de versuri interesante pe care acestea le-au conservat, așa-numitele Epigrame, care erau adăugate la finalul lucrărilor lui Homer. Acestea sunt ușor de identificat ca rime populare, fiind o formă a folclorului care avea să fie întâlnită în majoritatea țărilor, prețuită de oameni ca o variație a proverbelor. În epigramele homerice obiectivul este uneori focalizat asupra caracteristicilor localităților Smyrna și Cyme (Epigr. 4), Erythrae (Epigr. 6, 7), Muntele Ida (Epigr. 10), Neon Teichos (Epigr. 1); altele fac referire la unele comerțuri sau ocupații: olărit (Epigr. 14), marinari, pescuit, turme de capre etc. Unele ar putea fi fragmente de poeme, însă evident nu sunt opera unui singur poet. Faptul că toate acestea au fost atribuite lui Homer înseamnă doar că ele aparțin unei perioade a istoriei coloniilor ioniene și aeloniene când Homer era numele care atrăgea pentru sine toate versurile antice și populare.
Din nou, comparând epigramele cu legendele și anecdotele spuse în Viețile lui Homer, cu greu ne putem îndoi că acestea erau sursele principale din care Viețile au derivat. Astfel, în Epigr. 4 găsim un poet orb, născut în Smyrna aeoliană, prin care curge apa sacrului Meles. Epitetul aeolian Homer, fiu al lui Meles întâlnit în Viața lui Herodot întărește ideea antichității, deoarece conform lui Herodot, Smyrna a devenit colonie ioniană în jurul anului 688 î.Hr. Evident ionienii au avut propria versiune a poveștii, ce relatează că Homer a răsărit dintre primii colonii atenieni.
Aceeași linie de argumentare poate fi folosită și pentru cântecele religioase și chiar unora dintre lucrările pierdute ale perioadei post-homerice sau așa-numiților poeților ciclici. Astfel:
1. Cântectul pentru Apollo delian se încheie cu o adresare a poetului către auditoriul său: „orice străin ce întreabă cine este cel mai dulce cântăreț, o singură voce aduce răspunsul: orbul care locuiește în munții de pe Chios; melodiile sale merită premiul pentru toate timpurile”. Tucidides, care citează pasajul său pentru a arăta caracterul festivalului delian, pare a fi convins de autenticitatea homerică a cântecului. Astfel, putem considera că Homer era un chian (locuitor al insulei Chios).
2. Margites, un poem umoristic atestat lui Homer începea cu: "Astfel a sosit la Colofon un om bătrân, un cântăreț divin, servitor al muzelor și lui Apollo." Astfel, afirmația vine împotriva crederilor poetului și gramaticianului colofonian Antimachus, care îl considera pe Homer un nativ din Colofon.
3. Poemul Cipria se spune c-ar fi fost primit de către Homer din partea lui Stasinus din Cipru drept zestrea unei fiice a sa. Legătura cu Cipru apare din nou prin preponderența acordată în poem Afroditei.
4. Conform Vieții lui Herodot. Mica Iliadă și Phocais au fost compuse de către Homer în timpul șederii sale la Phocaea alături de un anume Thestorides, care le-a transportat la Chios și a câștigat faimă pretinzând că-i aparțin. Numele lui Thestorides se ivește în Epigr. 5.
5. O poveste similară este relatată în poemul Luarea Oechaliei, al cărui subiect este una dintre faptele de seamă ale lui Heracle. Poemul s-a răspândit drept opera lui Creophylus, un prieten sau (după cum afirmă unii) un ginere al lui Homer; se considera însă a fi opera însuși marelui poet.
6. În final, Tebaida a fost dintotdeauna considerată opera lui Homer. În privința operei Epigonii, care ducea firul epic către povestea tebană, există dubii în privința identității autorului său.
Aceste indicații arată drept plauzibilă ipoteza că poveștile care-l leagă pe Homer cu diferite orașe și insule s-a dezvoltat după ce poemele sale deveniseră celebre, în special în înfloritoarele noi colonii Aeolis și Ionia. Pe scurt, controversa lui Homer a început într-o vreme când adevărata sa istorie s-a pierdut, atunci când el a devenit o figură mitică, un erou eponim sau o personificare a unei mari școli de poezie.

## Opera
Epopeile Iliada și Odiseea sunt sinteze ioniene ale cântecelor eroice și baladelor dintr-o perioadă arhaică, reunind date din stadiul matriarhatului până prin secolul al VIII-lea î.Hr. și chiar începutul secolului al VII-lea.
Acestea cuprind o materie epică bogată, centrată în principal pe legenda războiului troian.
Sunt inserate diverse mituri și legende.
Personajul principal, Odiseu, întruchipează idealul uman al eroului și echilibrul între înțelepciune și forța fizică.
Este remarcabil simțul compoziției, vizibil în tehnica închegării subiectului în jurul evenimentului unic sau în folosirea planurilor paralele.
Sunt utilizate mijloace de încetinire a acțiunii în vederea obținerii efectului emoțional.
Sistemul epic este alcătuit din modele și tipare nartive arhaice, reperabile mai cu seamă în dialoguri și discursuri și este concurat de narațiunea la persoana I, de investigații psihologice, monologuri.
Limbajul se caracterizează printr-o extraordinară varietate semantică și complexitate a frazei.

### Istoricitatea operelor sale
Vezi articolul principal: Troia.

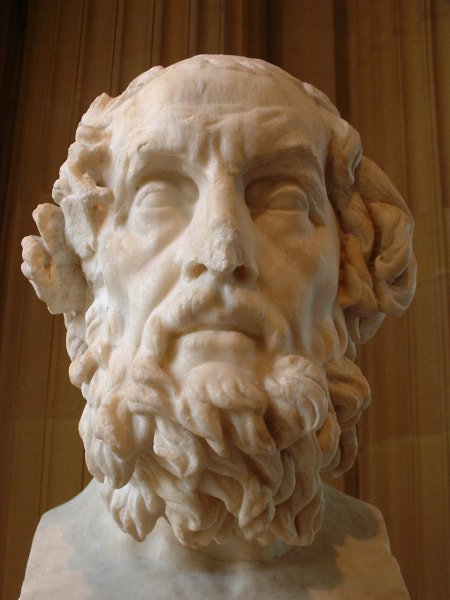
Acest bust de marmură al lui Homer se află la Louvre.

O altă întrebare semnificantă privește posibila bază istorică a povestirii. Comentariile despre Iliada și despre Odiseea scrise în perioada elenistică au început explorarea inconsistențelor textuale ale poemelor. Clasiciștii moderni continuă tradiția.
Excavațiile făcute de Heinrich Schliemann la sfârșitul secolului XIX au început să convingă savanții privind existența unei baze istorice pentru Războiul troian. Cercetările (conduse de anterior-menționații Parry și Lord) în epopeele orale din limbile sârbo-croată și cele turcice au început să convingă savanții că poemele lungi puteau fi conservate cu consistență prin culturile orale până când cineva s-ar fi deranjat să le scrie. Decodarea Linearului B în anii 1950 de către Michael Ventris și alții, au convins savanții de existența unei continuități lingvistice între scrierile miceniene din secolul XIII î.Hr. și poemele atribuite lui Homer.

### Importanța creației sale
Epopeile homerice instaurează majoritatea motivelor poetice, utilizate ulterior de literatura europeană.
Prin poemul burlesc Batrahomiomahia, lui Homer i s-a atribuit inventarea parodiei.

## Literatură

### Comentarii
- Scholia Veneta asupra Iliadei, ed. Villoison (Veneția, 1788);
- Scholia in Homeri Iliades ed. Bekker (Berlin, 1825-1826).
- Scholia Odiseei, ed. Buttmann (Berlin, 1821), Dindorf (Oxford, 1855)
- Comentariul lui Eustathius, printat pentru prima oară la Roma în 1542;
- Heynes, Iliada (Leipzig, 1802)
- Nitzsch, Odiseea (cărțile I.-XII., Hanover)
- Negelbach Anmerkungen zur Ilias (Autenrieth, Nuremberg, 1864).

### Întrebarea homerică
- Wolf, Prolegomena ad Homerum (Halle, 1795), traducere în engleză, Princeton Univ. Press, Princeton, N.J. (1988) ISBN 0-691-10247-3
- W. Muller, Homerische Vorschule (a II-a ed., Leipzig, 1836)
- G. Hermann, De interpolationibus Homeri (1832), De iteratis apud Homerum (1840)
- Lachmann, Betrachtungen über Homers Ilias (a II-a ed., Berlin, 1865).
- Dimitri Michalopoulos, L'Odyssée d'Homère au-delà des mythes, Le Pirée: Institut d'histoire maritime hellène, 2016, ISBN 978-618-80599-2-4.

### Dialect homeric
- H. L. Ahrens, Griechische Formenlehre (Gottingen, 1852)
- A. Fick, Die homerische Odyssee in der ursprünglichen Sprachform wiederhergestelt (Gottingen, 1883), Die homerische Ilias (ibid., 1886)
- W. Schulze, Quaestiones epicae (Goterslohe, 1892).
- B. Delbrück, Syntactische Forschungen (Halle, 1871-1879)
- Hartel, Homerische Studien (i-vi., Viena)
- Thumb, Zur Geschichte des griech. Digamma, Indogermanische Forschungen (1898)

## Ediții
- Editio princeps al lui Homer, publicat la Florența în 1488, de Demetrius Chaicondylas
- Edițiile în aldin din 1504 și 1517
- Wolf (Halle, 1794-1795; Leipzig, 1804 1807)
- Spitzner (Gotha, 1832-1836)
- Bekker (Berlin, 1843; Bonn, I858)
- La Roche (Odiseea, 1867-1868; Iliada, 1873-1876, ambele la Leipzig)
- Ludwich (Odiseea, Leipzig, 1889-1891; Iliada, 2 vol., 1901 și 1907)
- W. Leaf (Iliada, Londra, 1886-1888; a II-a ediție 1900 1902);
- Merry și Ridciell (Odiseea I.-XII., a doua ediție, Oxford, 1886);
- Monro (Odiseea XIII-XXIV. Oxford, 1901);
- Monro și Allen (Iliada), și Allen (Odiseea, 1908, Oxford).

### Traduceri în engleză
- eBook gratuit al Odiseei, tradus de Samuel Butler (1835-1902) la Proiectul Gutenberg
- eBook gratuit al Odiseei, tradus de Andrew Lang (1844-1912) și S.H. (Samuel Henry) Butcher (1850-1910) la Proiectul Gutenberg
- eBook gratuit al Odiseei, tradus de Alexander Pope (1688-1744) la Proiectul Gutenberg
- eBook gratuit al Iliadei, tradus de Samuel Butler (1835-1902) la Proiectul Gutenberg
- eBook gratuit al Iliadei, tradus de Andrew Lang (1844-1912) la Proiectul Gutenberg

## Vezi și
- Filme bazate pe opera lui Homer
- Posthomerica de Quintus din Smyrna